# Нашуок (город)
Нашуок (англ. Nashwauk) — город в округе Айтаска, штат Миннесота, США. По данным переписи за 2010 год число жителей города составлял 983 человека.

## Географическое положение
По данным Бюро переписи населения США город имеет общую площадь в 39,63 км² (37,76 км² — суша, 1,86 км² — вода). С севера и запада он окружен одноимённым тауншипом.
Через город проходят  US 169 (англ. US Highway 169) и  Дорога 65 штата Миннесота.

## История
Название тауншипа произошло от названия реки Нашуок на алгонкинских языках. Первыми поселенцами на современной территории города Нашуок были лесорубы. Они прибыли около 1880-х годов. Большинство постоянных поселенцев появилось после 1900 года, когда началась добыча железной руды. Город был первым горнодобывающим населённым пунктом в округе Айтаска. Нашуок стал городом 12 января 1903 года с населением в 220 человек. Почтовый офис был зарегистрирован в 1902 году.

## Население
В 2010 году на территории города проживало 983 человека (из них 47,4 % мужчин и 52,6 % женщин), насчитывалось 452 домашних хозяйства и 258 семей. На территории города была расположена 551 постройка со средней плотностью 13,9 построек на один квадратный километр суши. Расовый состав: белые — 96,4 %, коренные американцы — 0,9 %.
Население города по возрастному диапазону по данным переписи 2010 года распределилось следующим образом: 24,4 % — жители младше 21 года, 55,1 % — от 21 до 65 лет и 20,5 % — в возрасте 65 лет и старше. Средний возраст населения — 42,4 лет. На каждые 100 женщин в Нашуоке приходилось 90,1 мужчин, при этом на 100 совершеннолетних женщин приходилось уже 90,3 мужчин сопоставимого возраста.
Из 452 домашних хозяйств 57,1 % представляли собой семьи: 40,3 % совместно проживающих супружеских пар (11,9 % с детьми младше 18 лет); 9,3 % — женщины, проживающие без мужей, 7,5 % — мужчины, проживающие без жён. 42,9 % не имели семьи. В среднем домашнее хозяйство ведут 2,17 человека, а средний размер семьи — 2,79 человека. В одиночестве проживали 37,8 % населения, 21,1 % составляли одинокие пожилые люди (старше 65 лет).
В 2015 году из 758 человек старше 16 лет имели работу 404. В 2014 году средний доход на семью оценивался в 52 083 $, на домашнее хозяйство — в 48 068 $. Доход на душу населения — 26 314 $ в год.